# MiG-29
MiG-29 (ros. МиГ-29; kod NATO „Fulcrum”) – radziecki, obecnie rosyjski, współczesny myśliwiec frontowy, opracowany przez biuro konstrukcyjne MiG. Oblatany w 1977 roku i produkowany od 1983 roku.

## Historia
Samolot odrzutowy MiG-29 zaprojektowano w 1972 roku w celu wymiany MiG-ów-21 i MiG-ów-23 na nowocześniejsze. Samolot miał być tzw. lekkim myśliwcem frontowym, uzupełniającym ciężki myśliwiec przewagi powietrznej Su-27. W konstrukcji skoncentrowano się na osiągnięciu dobrych parametrów lotnych i manewrowych uzyskanych drogą dopracowania koncepcji aerodynamicznej.
Pierwszy prototyp wzniósł się w powietrze 6 października 1977 roku, a pierwsze seryjne samoloty MiG-29 wersji 9.12 („Fulcrum-A”) weszły do służby w 1984 roku. Oprócz oznaczenia wojskowego MiG-29 z dalszymi literami określającymi wersje, samolot nosi fabryczny kod „wyrób 9” (ros. изделие 9 – izdielije 9), a jego poszczególne wersje produkcyjne odróżniane są fabrycznie dalszymi dwucyfrowymi numerami po kropce.
Wersja 9.12 produkowana była również w dwóch słabiej wyposażonych wersjach eksportowych. Wersja 9.12A przeznaczona na eksport do krajów Układu Warszawskiego (m.in. Polska, Czechosłowacja, NRD, Rumunia). Pozbawiona była kilku trybów pracy radaru, a inne różnice dotyczyły także radiostacji, układu identyfikacji „swój-obcy”, systemu nawigacji. Wersja 9.12B była eksportowana poza Układ Warszawski. Zakupiły ją m.in. Irak i Peru, a także – po rozpadzie Układu Warszawskiego – w 1993 roku Węgry.
W 1990 roku Siły Powietrzne ZSRR przestały kupować MiG-i-29, przez co zaprzestano produkcji seryjnej. Samolot jednak wciąż rozwijano. Powstała głęboko zmodernizowana wielozadaniowa wersja MiG-29M („Fulcrum-E”), później przeznaczona na lotniskowiec pokładowa wersja MiG-29K. Obie wersje posiadały zarówno zmiany w wewnętrznym wyposażeniu jak i w samym płatowcu. Samolot od poprzednika różnią większe płytowe stery wysokości, ostra krawędź natarcia skrzydeł pasmowych, zupełnie inny hamulec aerodynamiczny, brak dodatkowych wlotów powietrza na górnej powierzchni skrzydeł pasmowych oraz regulowane główne wloty powietrza. Obecnie samolot wciąż jest modernizowany. Nowa wersja MiG-29OWT, znana również jako MiG-35, potrafi zmieniać kierunek wektora siły ciągu we wszystkich trzech wymiarach (ciąg wektorowany).

## Konstrukcja
W samolocie zastosowano tzw. skrzydła pasmowe – o dużym skosie przy kadłubie i mniejszym w zasadniczej części o obrysie trapezowym. Wraz z klapami przednimi zapewniają one stateczność i sterowność także przy dużych kątach natarcia (do 80 stopni). MiG-29 i Su-27 były pierwszymi radzieckimi samolotami taktycznymi, w których zastosowano turboodrzutowe silniki dwuprzepływowe. W przypadku MiG-29 był to silnik RD-33 zaprojektowany w Biurze Doświadczalno-Konstrukcyjnym Izotowa. Radar OI-93 był pierwszym w ZSRR radarem dopplerowskim mogącym śledzić cele na tle ziemi.

### Wyposażenie
- W wersji MiG-29 (9-12):

Radar S-29 Topaz, w którym odległość wykrycia samolotu myśliwskiego wynosi 70 km z przedniej półsfery i 35 km z tylnej. Może śledzić jednocześnie 10 celów i naprowadzać rakiety na jeden z nich. System opto-elektroniczny OEPrNk-29 o zasięgu śledzenia 18 km. Celownik nahełmowy Szczel-3UM który pozwala na szybkie wskazywanie celów do śledzenia systemowi radiolokacyjnemu i termicznemu. System zakłóceń pasywnych 20SP z dwiema kasetami po 30 nabojów oraz wbudowana w płatowiec stacja zakłóceń aktywnych.
- W wersji MiG-29M:

Zmieniono radar na S-29M Żuk o zasięgu wykrycia samolotu myśliwskiego 90 km z przedniej półsfery i 40 km z tylnej. Radar może śledzić 10 celów i naprowadzać rakiety na 4 z nich. Zmodernizowany system opto-elektroniczny o zasięgu wykrycia celu 30 km.

### Uzbrojenie
Działko GSz-301 wbudowane w lewy napływ skrzydła, uzbrojenie podwieszane jest na 6 węzłach uzbrojenia. Łączny udźwig uzbrojenia 2000 kg, a w wersji M na 9 węzłach uzbrojenia o łącznym udźwigu 5500 kg.
Przeciwko celom powietrznym: pociski powietrze-powietrze R-27R, R-27T, R-60M i R-73.
MiG-29M dodatkowo R-27ER i R-27ET i R-77.
Przeciwko celom naziemnym: 500 kg bomb lotniczych, kasety bombowe KMGU-2, pociski niekierowane S-24, S-8.
W wersji MiG-29M rakiety powietrze-ziemia Ch-25ML/MP, Ch-29L/T, Ch-31A/P, bomby kierowane KAB-500Kr.

### Napęd
Dwa silniki dwuprzepływowe z dopalaniem RD-33 o ciągu 49,4 kN każdy (81,39 kN z dopalaniem).
W wersji MiG-29M wzmocniona wersja silnika – RD-33K o ciągu z dopalaniem 86,29 kN. Silnik ten ma nową sprężarkę niskiego ciśnienia.

## Podstawowe wersje
Oznaczenia wojskowe i w nawiasie fabryczne oznaczenia wersji (izdielije), pogrupowane według kolejnych zasadniczych odmian wyróżnianych w kodzie NATO:
- NATO: „Fulcrum-A”
  - MiG-29 (9.11) – prototypy.
  - MiG-29 (9.12) – pierwsza seria produkcyjna dla ZSRR z radarem N019 Rubin, pierwsze dostawy w 1980.
  - MiG-29 (9.12A) – wersja dla krajów z Układu Warszawskiego z uproszczonym radarem, systemem IFF (swój-obcy) i systemem wymiany danych, na zachodzie zwyczajowo określane nieoficjalnie MiG-29A dla ułatwienia identyfikacji (MiG-29A stosowane są czasem do wszystkich Fulcrum-A, by odróżnić generację).
  - MiG-29 (9.12B) – wersja dla krajów spoza Układu Warszawskiego (w tym zniszczone w walce samoloty Jugosławii i Iraku), zubożony radar, brak IFF i wymiany danych, na zachodzie nieoficjalnie oznaczane MiG-29B, najliczniej produkowane, około 800 sztuk wersji 9.12A i B.
- NATO: „Fulcrum-B”
  - MiG-29UB (9.51) – oblatana w 1981 wersja treningowa, dwumiejscowa, pozbawiona radaru, przenosił tylko pociski naprowadzane termicznie.
- NATO: „Fulcrum-C”
  - MiG-29 (9.13) – produkowany od 1986, w stosunku do 9.12 wyróżnia się wypukłym grzbietem kadłuba kryjącym stację zakłóceniową Gardenia. Dodatkowo zabierał więcej paliwa w powiększonym kadłubie oraz mógł przenosić dwa podskrzydłowe zbiorniki z paliwem. Wyprodukowano 550 sztuk.
  - MiG-29S (9.13S) – produkowany od 1994 ulepszony 9.13, nowy SKO z radarem N019M Topaz, pociski R-77 i R-27E, ulepszony IRST, komputer i oprogramowanie, mógł śledzić w tym samym czasie 10 celów powietrznych i atakować dwa z nich, możliwość atakowania celów powierzchniowych, wyprodukowano 48 sztuk.
  - MiG-29SE (9.13SE) – modernizacja starszych egzemplarzy do standardu 9.13S z radarem N019M Topaz, dodatkowo z wyświetlaczem wielofunkcyjnym.
  - MiG-29SM (9.13M) – modyfikacja wprowadzająca możliwość używania kierowanego uzbrojenia powietrze-ziemia, w tym rakiet Ch-29T, Ch-31A, Ch-31P lub bomb KAB-500Kr naprowadzanych optoelektronicznie oraz posiadająca nowy wyświetlacz wielofunkcyjny w kokpicie samolotu.
  - MiG-29 (9.14) – dwa prototypy z 1985 przenoszące bomby i pociski klasy powietrze-ziemia naprowadzane laserowo lub telewizyjnie.
  - MiG-29E (9.21) – prototyp z cyfrowym kokpitem.
  - MiG-29N/NUB (9.12N) – zmodernizowane malezyjskie 9.12, w tym przeskalowanie przyrządów, integracja z R-77 i instalacja do tankowania w locie.
- NATO: „Fulcrum-D”

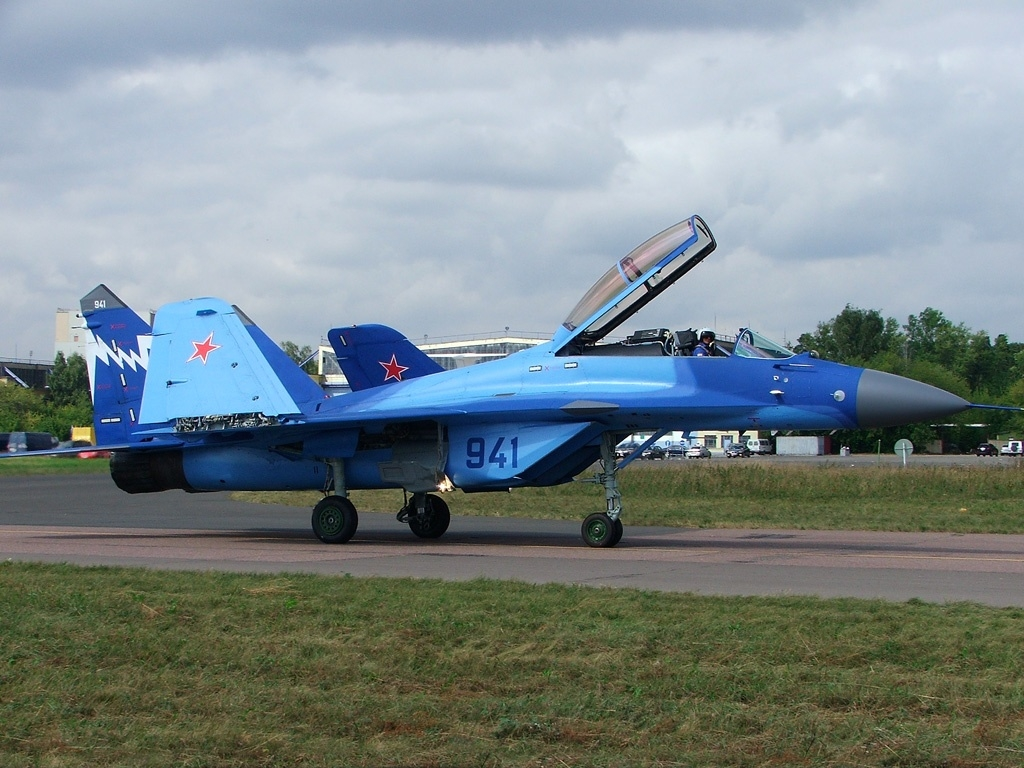
MiG-29K w 2007 roku

- - MiG-29K (9.31) – wersja pokładowa ze składanymi skrzydłami, hakiem do lądowania i wzmocnionym podwoziem; dwa prototypy oblatano w 1988 i 1990 i testowano na okręcie „Admirał Kuzniecow”, planowany jako pokładowy samolot wielozadaniowy, bazował na MiG-29M, z racji oszczędności wprowadzono tylko Su-27K (Su-33)[1].
  - MiG-29K (9.41) – głęboko zmodernizowana pokładowa wersja wielozadaniowa na bazie MiG-29SMT dla Indii (później także dla WMF), zamówiona w 2004 wraz z lotniskowcem INS Vikramaditya, podwójna owiewka identyczna z wariantem dwumiejscowym, ale zabiera więcej paliwa od wersji KUB, powiększone klapy, nowa wewnętrzna instalacja do pobierania paliwa w locie (zastąpiła „malezyjską” z SMT), silnik RD-33MK z ciągiem do 88,3 kN nie wydziela ciemnych spalin, wielofunkcyjny radar Żuk-ME, szklany kokpit, dodano też wytwornicę tlenu.
  - MiG-29KUB (9.47) – wersja dwumiejscowa MiG-29K, różna od MiG-29UB, posiada radar i wszystkie zdolności bojowe, oblatany w 2008.
- NATO: „Fulcrum-E”

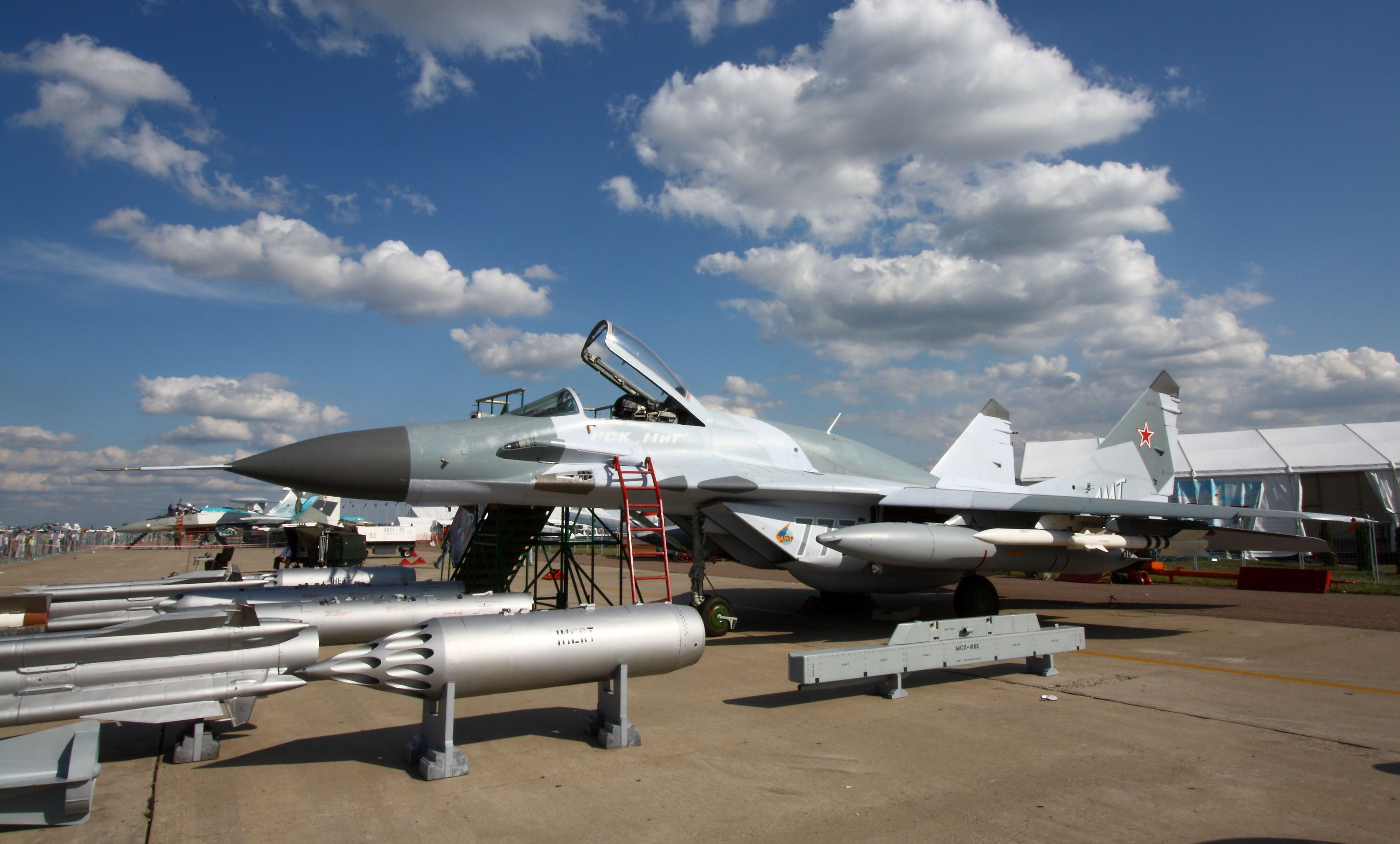
MiG-29SMT w 2011 roku

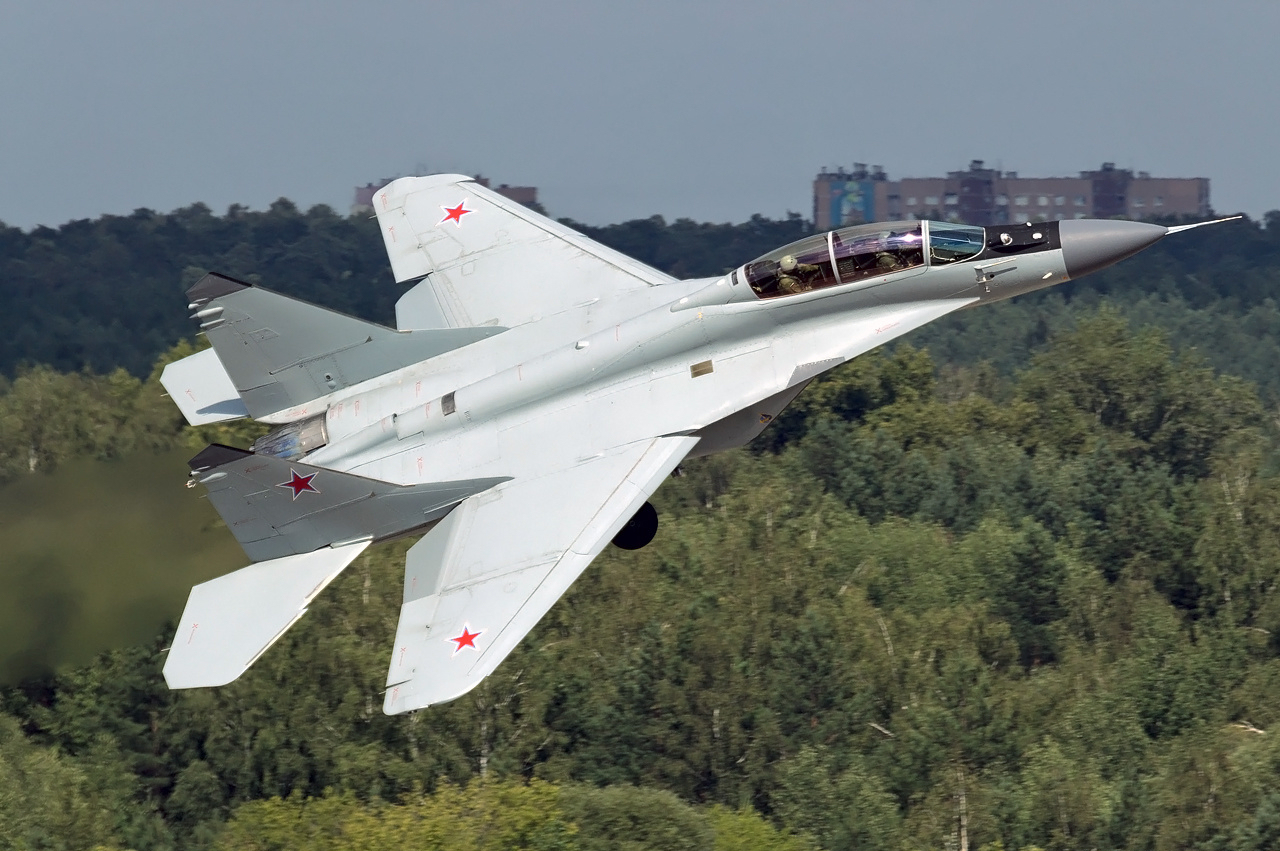
MiG-29M2 w 2012 roku

- - MiG-29M (9.15) – rozwijany od 1986 samolot wielozadaniowy z fly-by-wire, większy o 38% zapas paliwa w kadłubie w porównaniu do wczesnych wersji, 9 podwieszeń, radar N010 Żuk, silnik RD33K, nowe pociski naprowadzane aktywnie R-77, wielokrotnie wzrosła skuteczność w atakowaniu celów powierzchniowych w porównaniu do serii 9.12 i 9.13, pociski powietrze-ziemia: Ch-25, Ch-29, Ch-31A, Ch-31P. Na wszystkich samolotach serii MiG-29M i K nie stosowano górnych wlotów powietrza. Samolot pokryty jest materiałami pochłaniającym promieniowanie elektromagnetyczne.
  - MiG-29M (9.61) – wersja wielozadaniowa na bazie MiG-29K 9.41 (wersja lądowa o tym samym wyglądzie, duże klapy, brak składanych skrzydeł) oferowana na eksport, oblatana w 2007 roku. Syria zamówiła 24 MiG-29M/M2, pierwsze egzemplarze oblatano w 2012, dostawy zablokowało embargo[2]. W 2015 roku ok. 46-54 szt. zamówił Egipt[3][4]. Dostawy rozpoczęto w 2018 roku.
  - MiG-29M2 (9.67) – dwumiejscowy myśliwiec wielozadaniowy, zewnętrznie jak MiG-29KUB.
  - MiG-29SMT (9.17) – propozycja modernizacji, radar N019MP, szklany kokpit, duży garb mieszczący dodatkowy zbiornik paliwa (stąd litera „T”, „SM” oznacza zmodernizowany).
  - MiG-29SMT (9.18/9.19) – samolot wielozadaniowy, oferowany jako modernizacja. Radar Żuk-ME, szklany kokpit, tradycyjna owiewka kokpitu, wersja z garbem (zbiornikiem paliwa) to 9.19, instalacja do tankowania z MiG-29N. Algieria odrzuciła partię 15 nowych samolotów 9.19, trafiły one do lotnictwa FR (28 SMT 9.19 i 6 UBT), nabywcy podobnych wersji modernizacyjnych to Peru (SMP), Indie (UPG) i Jemen (SMT).
  - MiG-29UPG (9.20) – modernizacja samolotów wersji B dla Indii z 2011 roku bazująca na wersji SMT (systemy i uzbrojenie jak z MiG-29K), radar N010ME Żuk-M2E, nowa awionika, celownik optoelektroniczny OLS-UEM, silnik RD-33 serii 3, dodatkowy zbiornik paliwa[5][6].
  - MiG-29UBT (9.52/9.53) – modernizacja samolotów dwumiejscowych UB do SMT 9.17/9.18 (9.19), znani klienci to Jemen, Peru, Indie i Rosja (nowe samoloty algierskie), stosowane też oznaczenie MiG-29UB 9.51T[7].
- NATO: „Fulcrum-F”
  - MiG-35 – rozwijany myśliwiec generacji „4,5” („4++” w Rosji) na bazie MiG-29M, radar Żuk-AE z aktywnym skanowaniem. W 2008 roku oferowane Indiom jako MiG-29MRCA, dla celów marketingowych oznaczenie zmieniono. Samolot ma zastąpić MiG-29 w służbie rosyjskiej.
- Inne wersje:
  - MiG-29BM – białoruska modernizacja samolotu wielozadaniowego, w służbie od 2003 roku: radar N019P, możliwość przenoszenia pocisków R-77, rakiet powietrze-ziemia i bomb kierowanych[8].

## Użycie
Był używany przez lotnictwo Iraku w czasie wojny w Zatoce Perskiej a także Jugosławię w czasie operacji NATO Allied Force. Prawdopodobnie były także wykorzystywane przez siły federalne w Czeczenii. Pozostaje jednym z głównych towarów eksportowych Rosji, w ostatnich latach szereg tych samolotów dostarczono do Indii i Syrii.
Od 2013 roku Marynarka Wojenna Federacji Rosyjskiej używa samolotów pokładowych MiG-29KR. W listopadzie 2016 roku lotniskowcowa grupa uderzeniowa z okrętem flagowym Admirał Kuzniecow dotarła do wybrzeży Syrii, prowadząc działania w operacji wojennej w Syrii. Na lotniskowcu oprócz Su-33 zaokrętowano trzy MiG-29KR i dwa MiG-29KUBR. 13 listopada 2016 do Morza Śródziemnego spadł rosyjski MiG-29K. Najważniejszą przyczyną zdarzenia była awaria silników.
Na białoruskim MiG-29BM ustanowiono w 2005 roku 15 międzynarodowych rekordów w klasie samolotów o masie do 20 ton.
Samoloty są także używane podczas trwającej wojny na Ukrainie, przez obie strony konfliktu.

### Służba w lotnictwie polskim
Od 1989 roku samolot używany jest przez Siły Powietrzne Rzeczypospolitej Polskiej. Pierwsza prezentacja samolotu myśliwskiego MiG-29 dla polskiej delegacji wojskowej pod przewodnictwem Szefa Techniki Lotniczej generała Mieczysława Sikorskiego, odbyła się w październiku 1985 roku na podmoskiewskim lotnisku Kubinka. Strona polska była początkowo zainteresowana zakupem 36 jednomiejscowych samolotów bojowych i 6 dwumiejscowych samolotów szkolno-bojowych, które miały być wprowadzone do wyposażenia dwóch pułków lotnictwa myśliwskiego Wojsk Obrony Powietrznej Kraju (1 plm OPK – Mińsk Mazowiecki, 1 Korpus OPK i 62 plm OPK – Poznań-Krzesiny, 3 Korpus OPK). Dopiero w 1987 roku Ministerstwo Obrony Narodowej złożyło zamówienie na pierwsze dziewięć samolotów bojowych MiG-29 i trzy samoloty szkolno-bojowe MiG-29UB. Następnie zamówiono pięć kolejnych egzemplarzy. W lutym 1989 roku na przeszkolenie do ZSRR wysłano sześćdziesiąt osób, mających w przyszłości zajmować się wykorzystaniem nowych myśliwców, w tym dwunastu wyselekcjonowanych pilotów. Szkolenie prowadzone we Frunze trwało trzy miesiące; było to pierwsze i ostatnie szkolenie polskich pilotów samolotów myśliwskich MiG-29 w ZSRR. Wyszkoleni zostali tam instruktorzy, którzy następnie sami przeszkalali kolejne grupy w kraju.
W latach 1989–1990 strona radziecka dostarczyła 12 fabrycznie nowych myśliwców (9 bojowych w wersji 9-12A oraz 3 szkolno-bojowe w wersji 9-51A), które weszły na wyposażenie 1 Pułku Lotnictwa Myśliwskiego z Mińska Mazowieckiego. Pierwsze cztery samoloty bojowe dostarczono lotem w lipcu, a trzy szkolno-bojowe w sierpniu 1989 roku. Ostatnie pięć samolotów w wersji bojowej przyleciało w październiku 1990 roku. Do dostawy kolejnych pięciu MiG-29 już nie doszło (pomimo nacisków strony radzieckiej). Po osiągnięciu gotowości operacyjnej, pierwszy dyżur bojowy na nowych myśliwcach w Mińsku Mazowieckim miał miejsce 13 stycznia 1992 roku. Samoloty były malowane w dwóch odcieniach szarości i otrzymały w Polsce numery taktyczne w postaci dwóch ostatnich cyfr numeru seryjnego lub trzech ostatnich cyfr w przypadku ostatnich pięciu samolotów.
W 1995 roku Polska pozyskała 10 w niewielkim stopniu wyeksploatowanych maszyn (9 bojowych i jedną szkolno-bojową) od Czech, przekazując w zamian 11 nowych śmigłowców PZL W-3 Sokół. Zachowały one czeski czterokolorowy zielono-brązowy kamuflaż, lecz otrzymały polskie dwucyfrowe numery taktyczne (w miejsce czterocyfrowych). Weszły one na wyposażenie 2 eskadry 1 Pułku Lotnictwa Myśliwskiego. Samoloty dostarczono na przełomie grudnia 1995 i stycznia 1996 roku. Trzy maszyny w 1997 roku wysłano tymczasowo do Izraela w celu zbadania ich możliwości bojowych przez tamtejsze siły powietrzne. W grudniu 2001 roku, w związku z dostosowywaniem struktur do wymogów NATO, 1 Pułk Lotnictwa Myśliwskiego przeformowano w 1 Eskadrę Lotnictwa Taktycznego i 23 Bazę Lotniczą. Wojska Lotnicze i Obrony Powietrznej dysponowały od tego momentu 18 jednomiejscowymi samolotami bojowymi i 4 dwumiejscowymi samolotami szkolno-bojowymi.
W chwili przystąpienia Polski do Organizacji Traktatu Północnoatlantyckiego w wyposażeniu było 8 myśliwców MiG-29 dostosowanych do działania w ramach Sił Natychmiastowego Reagowania Organizacji (w zintegrowanym systemie obrony powietrznej).

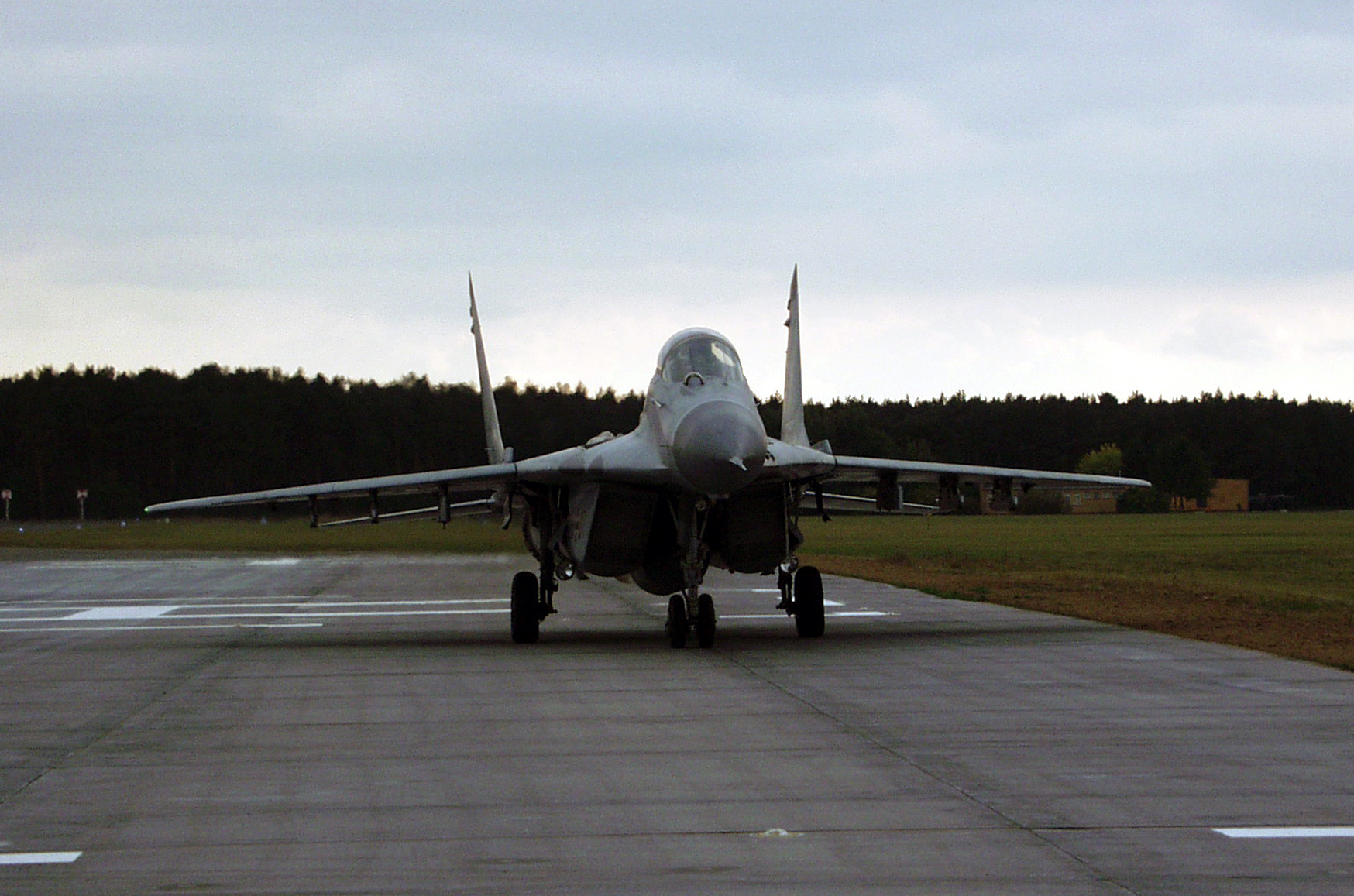
MiG-29 przekazany z RFN w ramach zakupu za 1€ w 2004 roku. Zdjęcie wykonane w dniu przylotu.

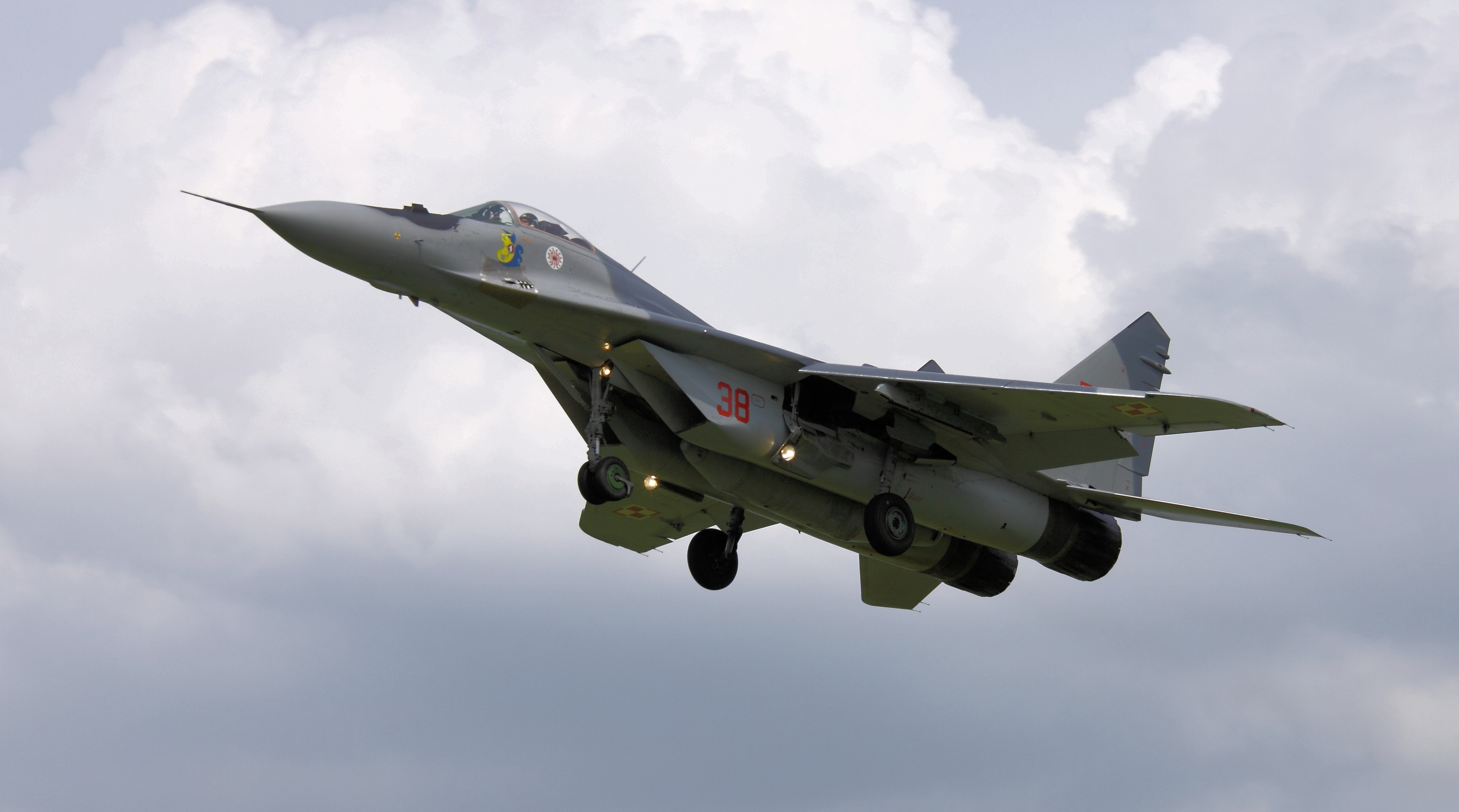
Polski MiG-29 nr 38 z 23 Bazy Lotnictwa Taktycznego w Mińsku Mazowieckim

W 2002 roku za symboliczną cenę 1 euro za sztukę, Polska odkupiła od Niemiec 22 używane maszyny (15-letnie), w tym 4 szkolno-bojowe, w związku z ich wycofaniem ze służby w Luftwaffe. Ze względu na różnice w wyposażeniu oraz znaczne zużycie podjęto decyzję o włączeniu do służby jedynie 14 znajdujących się w najlepszym stanie maszyn, wszystkie w standardzie ICAO I (niemieckie maszyny przeszły modernizacje, część w mniejszym zakresie ICAO I, część w większym ICAO II, przewidującym m.in. instalację dodatkowych zbiorników podwieszanych oraz przeskalowanie przyrządów na miary anglosaskie). W niemieckiej służbie oznaczono je jako MiG-29G (jednomiejscowe) lub GT (dwumiejscowe). Modernizacje i remonty przeprowadzone zostały w Wojskowych Zakładach Lotniczych nr 2 w Bydgoszczy oraz w Wojskowych Zakładach Lotniczych nr 4 w Warszawie. Poniemieckie MiGi-29 otrzymała 41 Eskadra Lotnictwa Taktycznego z Malborka, latająca do tej pory na samolotach MiG-21MF. Dostawę w czterech transzach zrealizowano w okresie od września 2003 do sierpnia 2004 r. Otrzymały czterocyfrowe numery taktyczne, zaczynające się od numeru eskadry: 41. Ostatecznie jedynie czternaście niemieckich samolotów trafiło od 2005 roku do Malborka, ale trzy pierwsze z nich wkrótce zostały wycofane. Z tego powodu 41 Eskadra Lotnictwa Taktycznego z Malborka została uzupełniona pięcioma samolotami bojowymi z 1 Eskadry Lotnictwa Taktycznego z Mińska Mazowieckiego. Pierwszy dyżur na myśliwcach MiG-29 w Malborku pełniono w październiku 2006 r.

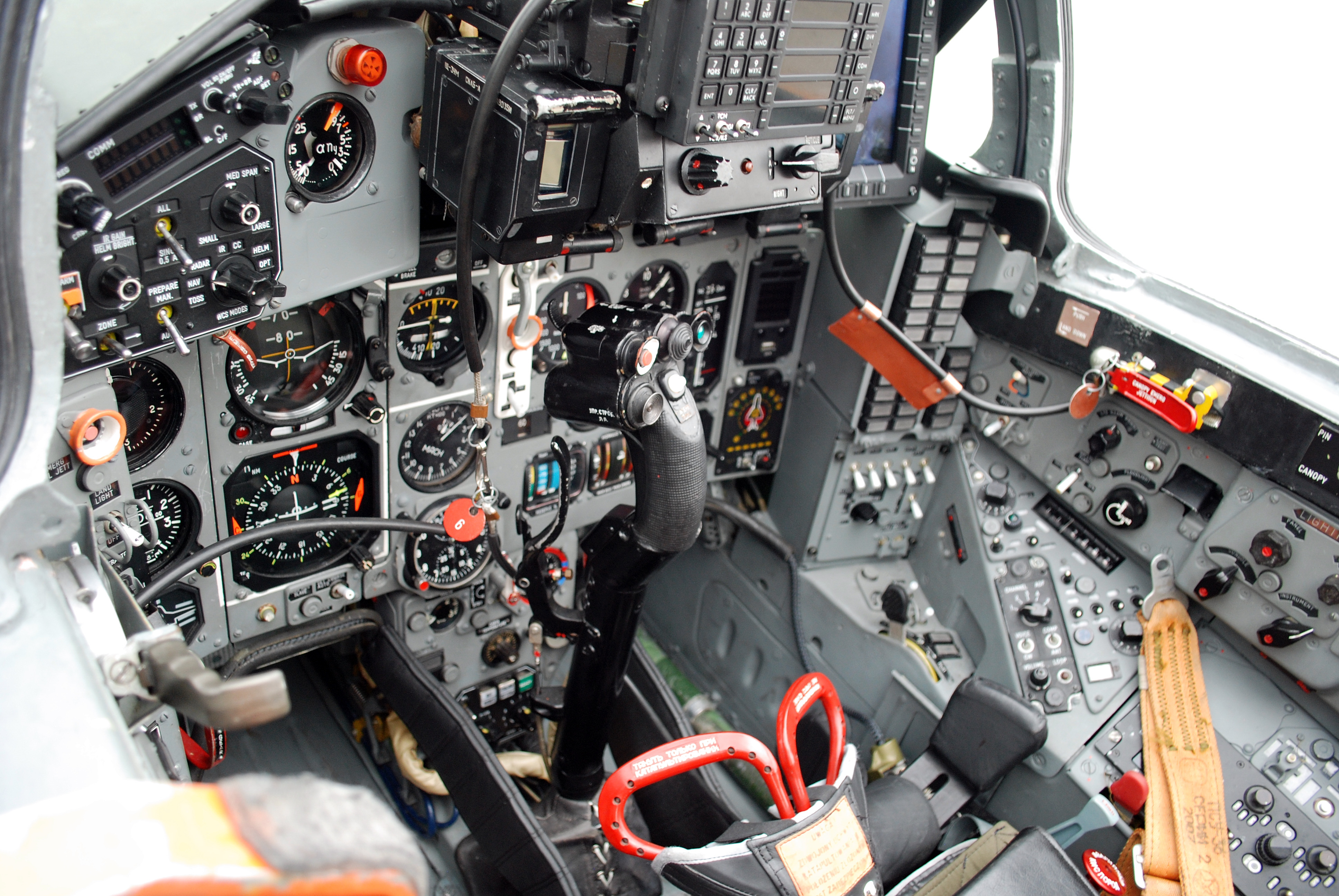
Kokpit zmodernizowanego w Polsce MiG-a-29

W 2004 i 2005 roku maszyny 41 Eskadry przeszły program remontów i modernizacji pod kryptonimem „Kurpie”, pozwalający na eksploatację maszyn przez następnych 7 lat (stąd eksploatacja MiG-29 w 41 Eskadrze planowana była do roku 2012). Maszyny 1 Eskadry podobną modernizację przeszły wcześniej, natomiast zgodnie z podpisaną umową do 2014 roku 16 samolotów myśliwskich z 23 Bazy Lotnictwa Taktycznego w Mińsku Mazowieckim przejdzie modernizację w bydgoskich Wojskowych Zakładach Lotniczych nr 2. Jest to trzynaście maszyn w jednomiejscowej wersji i trzy maszyny dwumiejscowe, zmodernizowane za około 126 milionów złotych. Nie zdecydowano się na rozleglejszą modernizację (do wersji SD) i wydłużenie resursu płatowców (do lat 2020-25), proponowanego przez RSK MiG.
Samoloty 1 eskadry ponadstandardowe wyposażenie wersji 9.12 wyposażone zostały w systemy nawigacji Rockwell Collins ANV-241MMR VOR/ILS oraz AN/ARN-153 (TCN 500) TACAN, (cywilny) odbiornik GPS Trimble 2101AP, urządzenie ostrzegania o opromieniowaniu wiązką radarową Thompson-CSF SB-14, polski system identyfikacji swój-obcy (IFF) Radwar SC-10 Suprasl oraz cyfrowy pulpit sterowania R-862 do radiostacji VHF/UHF Unimor-Radiocom RS 6113-2. Poza tym maszyny otrzymały światła antykolizyjne oraz nowy, natowski kamuflaż. Systemy nawigacyjne GPS, TACAN i VOR/ILS zostały zintegrowane z systemem nawigacyjnym samolotu poprzez interfejs TGR-29A.
W 2011 roku zdecydowano poddać ograniczonej modernizacji 13 samolotów jednomiejscowych i 3 dwumiejscowe w Wojskowych Zakładach Lotniczych nr 2 we współpracy z izraelskim IAI jako dostawcą wyposażenia. Samoloty wyposażono w nowoczesną awionikę, obejmującą m.in. szynę danych MIL-Std-1553B, nowe interfejsy, kolorowy wskaźnik wielofunkcyjny o wymiarach 127 x 102 mm, komputer misji. Wskaźnik wielofunkcyjny pozwala na czytelne zobrazowanie danych. Zabudowano też drugą radiostację RT-8200 z systemem kodowania. Pierwszy zmodernizowany samolot przekazano Siłom Powietrznym w 2013 roku.
W grudniu 2017 roku utracono w wypadku jeden z samolotów z pierwszej dostawy, a w marcu 2019 roku pozyskany z Czech. Utracono też w katastrofie jeden z MiGów otrzymanych z Niemiec, a drugi skasowano po awarii. Po tym w służbie pozostawały 22 samoloty bojowe i sześć dwumiejscowych. Na początku 2023 roku przekazano osiem polskich MiGów Ukrainie w ramach pomocy po rosyjskiej agresji; planowano wówczas przekazanie dalszych sześciu. Pozostałe polskie MiGi skupiono w 22 Bazie Lotnictwa Taktycznego w Malborku.

### Egzemplarze muzealne
- MiG-29GT o numerze bocznym „4115” jest eksponowany w Muzeum Lotnictwa Polskiego w Krakowie. Samolot trafił do muzeum w 2008 r. stając się pierwszym eksponatem w ramach projektu muzealnego „NATO 1949–2009” realizowanego przez Muzeum Lotnictwa Polskiego w Krakowie. Celem projektu jest stworzenie stałej ekspozycji statków powietrznych w barwach państw członkowskich Sojuszu NATO[22][23].
- MiG-29G o numerze bocznym „4111” jest eksponowany w Muzeum Wojska Polskiego w Warszawie. Samolot trafił do muzeum w kwietniu 2008 roku[24]. Kabina samolotu jest otwierana dla zwiedzających podczas imprez okolicznościowych organizowanych w muzeum.
- MiG-29 o numerze bocznym „4109” jest eksponowany w Muzeum Sił Powietrznych w Dęblinie.

### Inne zachowane egzemplarze
- MiG-29 o numerze bocznym „2001” znajduje się na terenie Państwowej Wyższej Szkoły Zawodowej w Chełmie w woj. lubelskim[25][26]. Nr boczny „2001” symbolizuje rok powstania uczelni, w Siłach Powietrznych RP samolot ten posiadał numer boczny „4107”.
- MiG-29 o numerze bocznym „4114” trafił na lotnisko Bemowo w Warszawie i służy w celach szkoleniowych studentom Wydziału Mechatroniki i Lotnictwa Wojskowej Akademii Technicznej, samolot nie jest dostępny dla osób postronnych.
- MiG-29 o numerze bocznym „4108” trafił do Politechniki Wrocławskiej, gdzie jest wykorzystywany jako pomoc naukowa od lipca 2011 roku.

### Inni użytkownicy
Algieria (~40 sztuk)

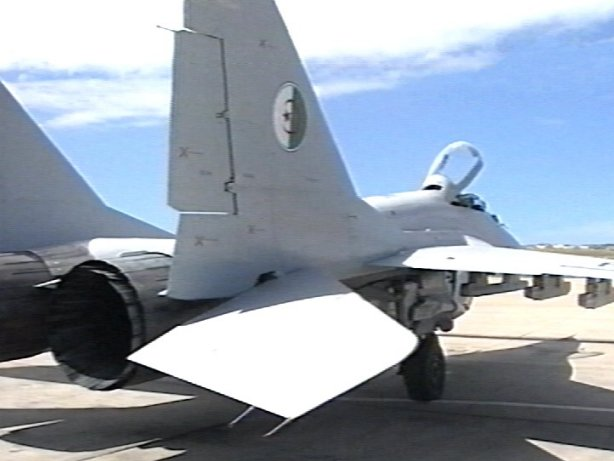
Algierski MiG-29 9.13

- Algierskie Siły Powietrzne – 23 MiG-29 9.13 i 8 MiG-29UB 9.51 dostarczonych z Białorusi między 1997 i 2002, kolejnych 5 od Ukrainy w 2002, w 2006 zamówiono 28 MiG-29SMT 9.19 i 6 MiG-29UB 9.53, samoloty posiadały nawet algierskie malowanie, ich jakość została zakwestionowana – samoloty miały zerowy nalot, ale ich kadłuby wyprodukowano w latach 90., zwrócono je Rosji, w zamian kupując Su-30MKA.

 Azerbejdżan (~15 sztuk)
- 17 maszyn odkupiono w 2007 od Ukrainy, od 13 do 22 może być w służbie, prawdopodobnie wersja 9.13, jeden MiG-29UB utracono.

 Mjanma (~33 sztuki)
- Około 2001 roku odebrano sześć MiG-ów-29 9.12SE i dwa MiG-i-29UB 9.51[28]. Po 2009 roku pozyskano kolejne 10 sztuk w wersji 9.12B, sześć 9.13SE i cztery szkolne.[29] Co najmniej 10 zmodernizowano do wersji MiG-29SM.

 Białoruś (~32 sztuki)
- Siły Powietrzne Republiki Białorusi – ok. 92 odziedziczono po ZSRR, wśród nich wiele w wersji 9.13, około 10 zmodernizowano do standardu MiG-29BM[8], wiele wyeksportowano.

 Bułgaria (12 MiG-29 9.12A, 3 MiG-29UB)
- Bułgarskie Siły Powietrzne – od końca lat 80. odebrano 18 MiG-29 9.12A i cztery MiG-29UB 9.51[21]. Do 2009 wyremontowano odpowiednio 12 i 4 w Rosji, a pozostałe wycofano[21]. Trzy utracono w wypadkach (1994, 2012 i 2021), w 2023 roku pozostało jedynie kilka sprawnych[21].

 Erytrea (8 MiG-29S/SMT/UB)
- ok. 4 MiG-29A, 4 MiG-29S i 2 MiG-29UB używane rosyjskie samoloty kupione w 1998 roku, wraz z nimi pociski R-73, użyte w wojnie z Etiopią w 1999, gdzie utracono dwa. Po 2000 roku dostarczono dwa kolejne MiG-29S i dwa MiG-29SMT 9.18.

 Indie (68 MiG-29B/S/UB, 45 MiG-29K/KUB)
- Indyjskie Siły Powietrzne – pierwszy odbiorca eksportowy, od 1986 do 1995 odebrano 80 sztuk (dane przybliżone): 45 MiG-29 9.12B, 28 MiG-29 9.13, 8 MiG-29 9.13S, 7 MiG-29UB 9.51, lokalne oznaczenie to Baaz (Jastrząb). W czasie konfliktu z Pakistanem w 1999 roku MiG-i zapewniały eskortę dla Dassault Mirage 2000H. 12 sztuk utracono w wypadkach. W 2011 roku rozpoczęto modernizację 56 MiG-29B i 6 UB do standardu UPG[6].
- Indyjska Marynarka Wojenna – Indie reaktywowały wersję MiG-29K dla lotniskowca „Vikramaditya”, pierwszy kontrakt wart 526 mln USD z 2004 roku obejmował 12 MiG-29K (9.41) i 4 MiG-29KUB (9.47). Pierwsze cztery sztuki dostarczono 4 grudnia 2009[30]. Jeden MiG-29KUB z pierwszej partii rozbito przed dostarczeniem. Druga umowa na 29 sztuk za 1,2 mld USD została podpisana w marcu 2010. Dostawy drugiej serii rozpoczęto w grudniu 2012 roku, a zakończono w lutym 2017 roku[31][32].

 Iran (26 MiG-29 9.12B/9.51)

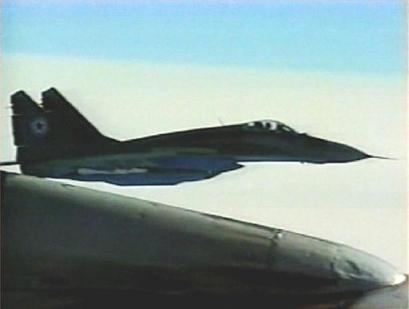
Północnokoreański MiG-29

- Siły Powietrzne Islamskiej Republiki Iranu (IRIAF) – 18 MiG-29 9.12B i 6 MiG-29UB 9.51 sprowadzono z ZSRR w dwóch partiach w 1990 i 1991 roku, na podstawie umowy z 1989[33], Irakowi nie zwrócono czterech sztuk wprowadzonych do służby w IRIAF: 3-6132, 3-6133, 3-6104 (9.12B), 3-6307 (9.51B/UB). Dwie sztuki utracono w wypadkach.

 Jemen (16 MiG-29SMT 9.18, 4 MiG-29UBT 9.53)
- Jemeńskie Siły Powietrzne – w latach 90. wypożyczono eskadrę mołdawskich MiG-ów, pięć lub sześć z nich odkupiono, w 2001 zamówiono kolejne maszyny z Rosji, wszystkie zmodernizowane do wersji SMT.

 Kazachstan (14 MiG-29)
- 12 MiG-29, 2 MiG-29UB w służbie od stycznia 2018 r.

 Korea Północna (~25 sztuk)
- Siły Powietrzne Koreańskiej Republiki Ludowo-Demokratycznej – od 1988 jest używanych od 25 do 45 sztuk, prawdopodobnie w wersji 9.12B i kilka UB.

 Kuba (~3 sztuki)
- Fuerzas Armadas Revolucionarias – w 1990 odebrano 12 myśliwców (prawdopodobnie 9.12B) i dwa szkolno-bojowe MiG-29UB.

 Malezja (16 MiG-29N/NUB)

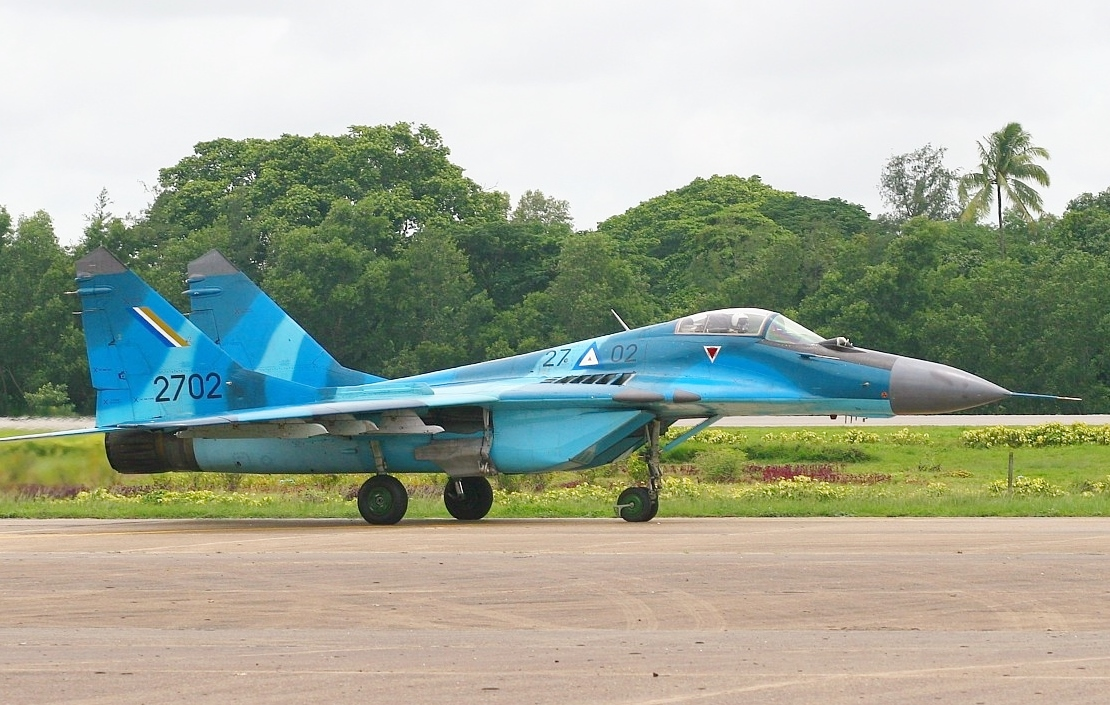
Mjanmarski MiG-29 9.12B

- Tentera Udara DiRaja Malaysia (RMAF) – w 1995 odebrano 16 MiG-29 9.12SD (dwa utracono) i 2 MiG-29UB 9.51, krótko po dostarczeniu zmodernizowane je do wersji N/NUB.

 Mjanma (20 MiG-29B, 6 MiG-29SE 4 MiG-29UB)
- Tatmadaw Lei: W 2001 zakupiono za 130 mln USD używane 10 MiG-29 9.12B i 2 MiG-29UB 9.51, za 570 mln USD zamówiono 10 MIG-29B, 6 SE, 4 UB, dostarczone w latach 2011-2013[34].

 Peru (8 MiG-29, 3 MiG-29SE, 6 MiG-29SMP, 2 MiG-29UBP)
- Fuerza Aérea del Perú (FAP) – w 1996 od Białorusi zakupiono 16 MiG-29 9.13 (2 utracono) i 2 MiG-29UB 9.51, zmodernizowano je w Rosji oraz dokupiono trzy MiG-29SE 9.13SE. Osiem sztuk zmodernizowano do wersji SMP/UBP, dostarczono je w 2012.

 Rosja (156 MiG-29/S/UB, 54 MiG-29SMT/UBT, 23 MiG-29KR/KUBR)
- Wojenno-Wozdusznyje Siły Rossii (WWS) – w służbie pozostaje około 150 MiG-29 różnych wersji oraz 44 MiG-29SMT 9.18 i 10 MiG-29UB 9.53, do 2009 wykorzystywano nawet 291 samolotów.
- Wojenno-Morskoj Fłot Rossii (WMF) – zamówiono 20 MiG-29KR 9.41R i 4 KUBR 9.47R. 25 listopada 2013 dostarczono cztery sztuki, w tym dwa dwumiejscowe[35]. 13 listopada 2016 do Morza Śródziemnego spadł myśliwiec MiG-29KUBR z krążownika Admirał Kuzniecow[36].

 Serbia (3 MiG-29 9.13, 1 MiG-29 9.12A, 3 MiG-29 9.12B, 3 MiG-29UB)

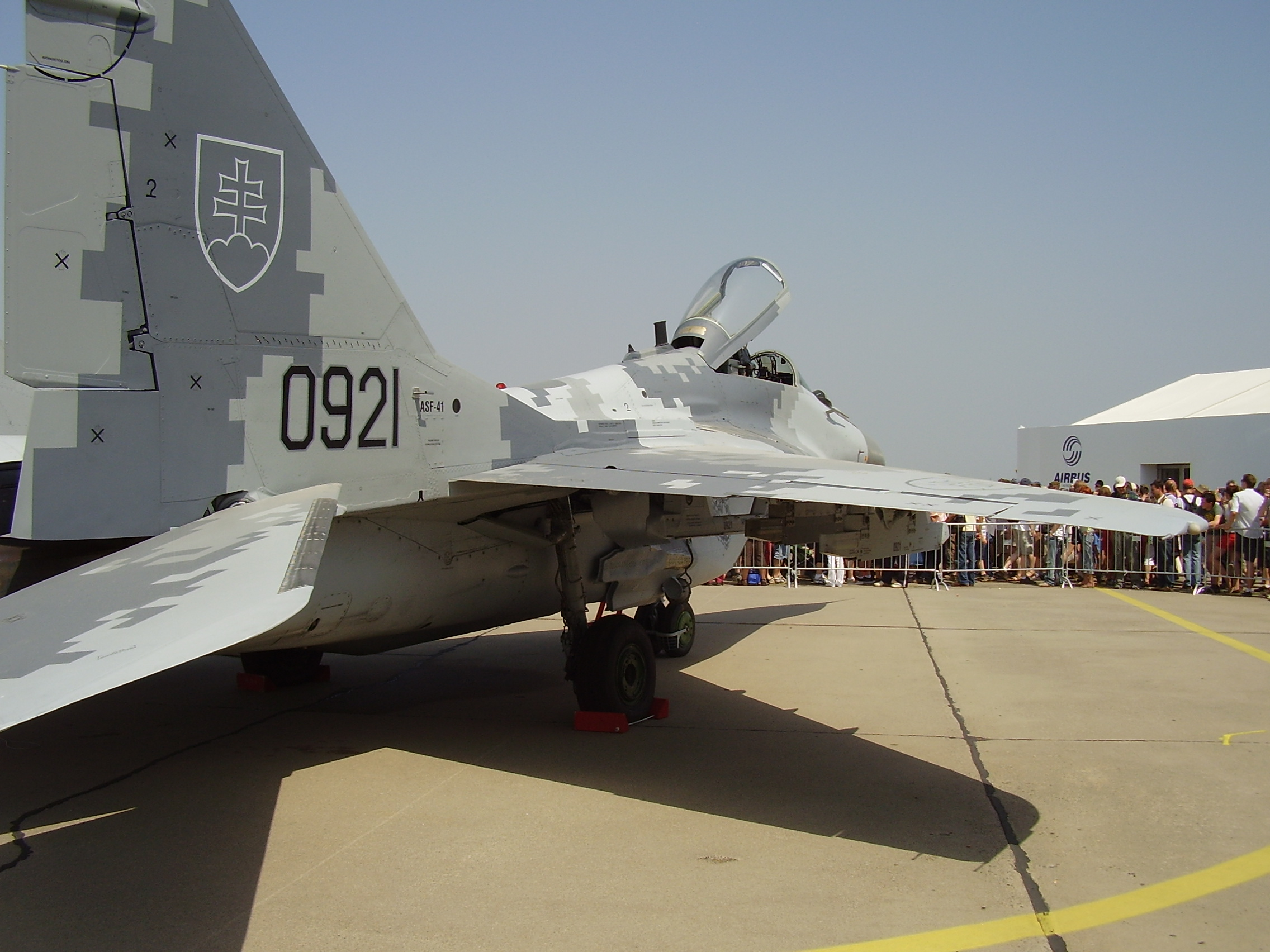
Słowacki MiG-29AS

- Vazduhoplovstvo i protivvazdušna – z pięciu sztuk, które przetrwały działania NATO jeden rozbito w 2009. W 2016 roku Rosja i Białoruś zaoferowały przekazanie Serbii po sześć wycofanych samolotów, kraj miał pokryć tylko koszt ich remontów[37]. W październiku 2017 Rosja dostarczyła sześć MiG-29 (1 9.12A, 3 9.13, 2 MiG-29UB 9.51A)[38]. Zostaną zastąpione przez 12 Dassault Rafale[39].

 Sudan (10 MiG-29 9.13SE, 2 MiG-29UB)
- Sudańskie Siły Powietrzne – W 2004 odebrano 12 myśliwców 9.13SE i dwa dwumiejscowe MiG-29UB 9.51.

 Syria (~29 sztuk)
- Od 1987 roku dostarczono prawdopodobnie 48 MiG-29 9.12B/UB 9.51, możliwe, że liczba była większa. W 2007 zamówiono 24 nowe MiG-29M/M2, ale ich dostawy od 2011, podobnie jak zamówionych Jak-130 zablokowała wojna domowa. Prawdopodobnie część syryjskich MiGów-29, tuż przed wojną domową, została zmodernizowana przez Rosję do standardu SM, z tą różnicą, że bazą jest płatowiec MiGa-29 9.12, a nie 9.13[40]. Zmodyfikowane w ten sposób samoloty, noszą w Syryjskich Siłach Powietrznych nazwę MiG-29SY.

 Turkmenistan (~20 sztuk)
- Po ZSRR przejęto 10 MiG-29 9.12, 12 MiG-29 9.13, 2 MiG-29UB.

 Ukraina (~54 sztuki)
- Siły Powietrzne Ukrainy – po ZSRR odziedziczono około 230 samolotów różnych wersji. Używane bojowo podczas konfliktu w Donbasie, gdzie dwa utracono w sierpniu 2014 (piloci przeżyli)[41]. Od 24 lutego 2022 roku samoloty biorą czynny udział przeciwko inwazji wojsk rosyjskich, gdzie połowa z nich została utracona. Część strat uzupełniono przez dostawy z państw zachodnich NATO, w tym ze Stanów Zjednoczonych, które przekazały bliżej nieokreśloną ilość ex-mołdawskich MiGów-29 na części[42][43].

 Uzbekistan (~30 sztuk)
- Po ZSRR przejęto 30 MiG-29 i 6 MiG-29UB.

### Dawni użytkownicy
Czechosłowacja/ Czechy
- Československé Vojenské Letectvo – Czesi swoje samoloty (9 MiG-ów-29 9.12A i 1 MiG-29UB 9.51) odsprzedali Polsce za 11 śmigłowców W-3A, pozostałe 10 sztuk przypadło w podziale Słowacji.

 Irak
- Irackie Siły Powietrzne (IQAF) – w 1987 roku, w trakcie wojny z Iranem, odebrano pierwsze 18 samolotów; brak informacji o starciach z irańskimi F-4, F-5 i F-14. Samoloty zakupiono na kredyt, w związku z niewypłacalnością Iraku i presją na zakończenie wojny dostarczono tylko 41 (najuboższej wersja 9.12B i UB). W czasie pierwszej wojny w Zatoce Perskiej F-15 USAF-u zestrzeliły 5 maszyn, utracony brytyjski Panavia Tornado jest czasami przypisywany MiG-owi-29, 4 sztuki schroniły się w Iranie. Po wojnie samoloty zaprzestano wykorzystywać w 1995, gdy skończyły się resursy silników.

 Jugosławia/ Serbia i Czarnogóra

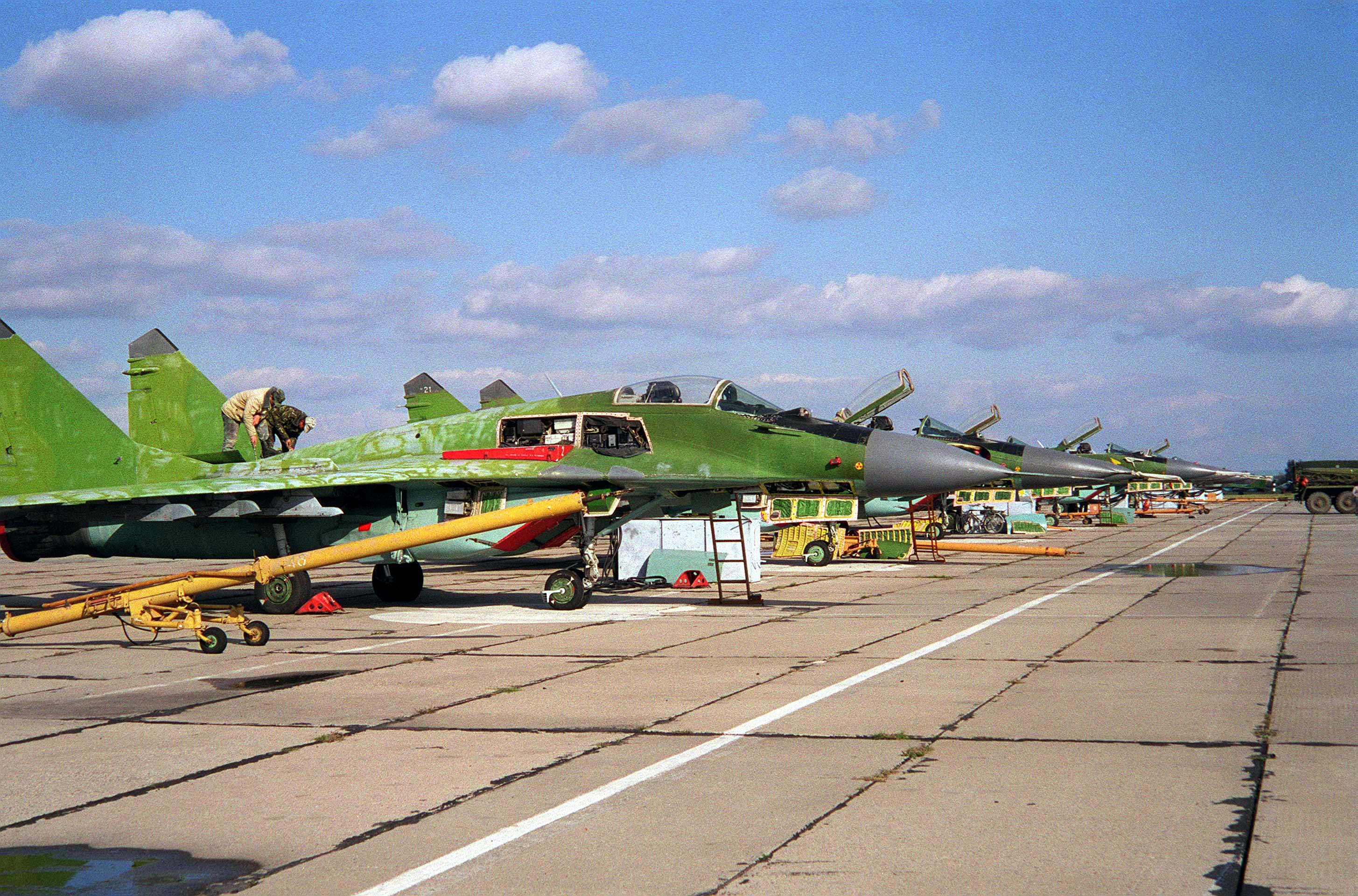
Mołdawskie MiG-29

- Jugoslavensko ratno zrakoplovstvo i protuzračna obrana (RVPVO) – w 1988 roku dostarczono 14 MiG-ów-29 9.12B i 2 MiG-i-29UB 9.51, NATO zestrzeliło w 1999 roku sześć z nich, a cztery kolejne zniszczyło na ziemi, ostatni utracono w katastrofie. Pięć ocalałych znalazło się w Serbii (w 2009 roku utracono jeden egzemplarz, co pozostawiło w służbie 3 MiG-i-29 i 1 MiG-29UB).

 Mołdawia
- Mołdawskie Siły Powietrzne – odziedziczyły po ZSRR 7 MiG-ów-29 9.12, 24 MiG-i-29 9.13 i 2 MiG-i-29UB 9.51. Ze względu na zbyt wysoki koszt utrzymania 5 samolotów sprzedano Jemenowi, 1 Rumunii, a 21 do USA. Nieokreśloną ilość samolotów sprzedano do Erytrei[44]. Pozostałe zakonserwowano i nie są użytkowane.

 NRD/ Niemcy
- Luftstreitkraefte/Luftwaffe – Niemcy wschodnie kupiły od 1988 roku 20 MiG-ów-29 9.12A i 4 MiG-i-29UB 9.51; aby współpracować z lotnictwem NATO, zmodernizowano je do wariantu MiG-29G/GT, Luftwaffe wykorzystywała je do 2003 roku. 22 samoloty przekazano Polsce, jeden utracono, a ostatni pozostawiono jako wystawę statyczną.

 Rumunia
- Forțele Aeriene Române – od 1989 roku eksploatowano 15 MiG-ów-29 9.12A, jeden 9.13 i 5 MiG-ów-29UB 9.51, trzy sztuki utracono, planowano zmodernizować je do wersji Sniper, ale z braku funduszy wycofano je w 2003.

 Słowacja
- Vzdušné sily Ozbrojených síl Slovenskej republiky – 9 9.12A i 1 UB 9.51 odziedziczone po Czechosłowacji, następnie za umorzenie długów przejęto do 1995 roku od Rosji 12 9.12(A) i dwa 9.51 (łącznie 24 samoloty)[21]. Trzy utracono, 12 sztuk zmodernizowano na Słowacji do wersji 9.12SD do zgodności ze standardami NATO, a pozostałe trzy samoloty znajdowały się w rezerwie technicznej (dwa MiG-29A i jeden MiG-29UB)[45] Samoloty wycofano ze służby w dniu 31 sierpnia 2022 roku w zamian za obronę powietrzną nieba ze strony sił powietrznych Polski i Republiki Czeskiej[46]. 17 marca 2023 roku przekazano 13 wycofanych samolotów MiG-29 Ukrainie[21]. Zastąpione przez 14 F-16C/D Block 70 począwszy od 2024 roku[47].

 Węgry
- Magyar Légierő (HuAF) – już po upadku komunizmu i Układu Warszawskiego zakupiono w 1993 roku 22 MiG-i-29 9.12B i 6 szkolno-bojowych MiG-ów-29UB 9.51, wycofano je w 2010, ze względu na koszt remontów lub modernizacji, wcześniej zastąpiły je myśliwce Saab JAS 39 Gripen.

 ZSRR
- Wojenno-Wozdusznyje Siły (WWS) – pod koniec istnienia w lotnictwie frontowym sił powietrznych było około 720 sztuk MiG-ów-29.